# Silent Hunter 5: Battle of the Atlantic
Silent Hunter 5: Battle of the Atlantic è un simulatore di sottomarini per Microsoft Windows sviluppato da Ubisoft Romania e pubblicato da Ubisoft. È il quinto e ultimo capitolo della serie Silent Hunter e successore di Silent Hunter 4: Wolves of the Pacific. Come Silent Hunter II e Silent Hunter III, mette il giocatore al comando di un U-Boot tedesco durante la seconda guerra mondiale, più precisamente durante la Battaglia dell'Atlantico.

## Modalità di gioco
Silent Hunter 5 porta i giocatori dietro il periscopio di un U-Boot Tipo VII tedesco per affrontare le forze alleate nelle battaglie attraverso l'Oceano Atlantico e il Mar Mediterraneo. I giocatori comandano l'U-Boot dopo che il primo capitano, Rahn, parte per un altro sottomarino. Assumono il ruolo del nuovo capitano del sottomarino da una visuale in prima persona in una campagna che copre il periodo 1939-1943.

## Accoglienza
Il gioco ha ricevuto recensioni "miste" secondo l'aggregatore di recensioni di videogiochi Metacritic.
Steven Hopper di GameZone ha dichiarato: "Il gioco offre alcuni elementi profondi, ma l'interfaccia travolgente e la curva di apprendimento molto impegnativa rendono molto difficile l'accesso. Le missioni della campagna sono abbastanza semplici, con missioni veloci che non corrispondono alla profondità del gameplay. Molti bug e problemi di prestazioni impoveriranno anche la tua capacità di goderti il gioco."
Brett Todd di GameSpot ha dichiarato: "Silent Hunter 5 è promettente, ma questo gioco buggato e instabile deve essere rispedito al bacino di carenaggio per un serio rimontaggio."
Álvaro Castellano Córdova di 3DJuegos ha detto che "Silent Hunter 5 è la simulazione più accurata dei conflitti sottomarini della Seconda Guerra Mondiale nell'Atlantico, con più test e meno bug questo gioco avrebbe potuto essere il migliore della serie", mentre PC Gamer UK ha criticato i bug e il DRM, ma ha affermato che senza di loro "sarebbe ancora il miglior Silent Hunter".

## DRM
Silent Hunter 5: Battle of the Atlantic utilizza Uplay per la gestione dei diritti digitali. Inizialmente Uplay richiedeva una connessione costante a internet per eseguire Silent Hunter 5, interrompendo il gioco in caso di perdita della connessione durante la sessione. Lo schema è stato subito criticato dopo un attacco denial of service sui server DRM di Ubisoft all'inizio di marzo 2010, rendendo Silent Hunter 5 e Assassin's Creed II non riproducibili per diversi giorni. Il requisito sempre online è stato tranquillamente revocato verso la fine del 2010, dopo essere stato modificato in un'unica convalida al lancio del gioco. Silent Hunter 5 è stato successivamente reso giocabile in "modalità offline" da Uplay l'anno successivo, eliminando completamente il requisito online.

## Collectors Editionin Germania
La Collectors Edition del gioco è stata ritirata in Germania, dopo che è stato scoperto che l'editore non è riuscito a rimuovere una parte dei simboli della Seconda Guerra Mondiale da Silent Hunter 5, come le bandiere naziste che non erano conformi alla legge tedesca, la quale sino al 2018  vietava la distribuzione di videogiochi con determinati simboli nazisti come svastiche e rune SS.